# 東沢寺
東沢寺（とうたくじ）は、神奈川県相模原市南区にあった仏教寺院。時宗。

## 概略と沿革
『新編相模国風土記稿』には次のようにある。「時宗当麻派本山・無量光寺の末」。東権現の別当であった。推古天皇の頃、僧の了海が観音菩薩を祀り東権現と称していたが、いつしか衰微してしまった。寛永14年2月17日（1637年3月13日）、無量光寺34世夢幻が夢告を受けたところ、寺内の日祥庵の想阿弥も同じ夢を見た。そこで了海の旧跡を掘ったところ千手観音菩薩が出てきたので、そこに日祥庵を移し、東沢寺としたという。この地方で盛んな養蚕の神として篤い信仰を受けた。
現在東権現は無量光寺の境内に移されている。当麻東原（あずまはら）公園裏のあずま坂を下ったところに、坂に関する小さい石碑が建てられており、当寺のことも書かれている。

## 交通アクセス
東日本旅客鉄道相模線原当麻駅から徒歩で10分程